# Ядерная желтуха
Ядерная желтуха (Kernicterus) — форма желтухи новорождённых с высоким количеством непрямого билирубина в крови. Билирубин появляется в базальных ганглиях и ядрах ствола мозга, что приводит к нарушениям мозговых функций. В отличие от физиологической желтухи, которая появляется спустя 24-36 часов после рождения, затем нарастает в течение 3-4 дней жизни и кончается на второй-третьей неделе жизни, ядерная отличается появлением гипербилирубинемии с уровнем выше 256 мкмоль/л у доношенных и более 171 мкмоль/л у недоношенных детей.

## Этиология
Повышенное содержание неконъюгированного билирубина в крови (более 324 мкмоль/л у доношенных младенцев и 150—250 мкмоль/л у недоношенных новорожденных). Основными предпосылками гипербилирубинемии являются: несовместимость матери и плода по группам крови; гемолиз, вызванный недостатком витамина К3 или приёмом сульфаниламидных препаратов, наследственный сфероцитоз, несфероцитарные гемолитические анемии, кровоизлияния, пилоростеноз, болезнь Гиршпрунга; метаболические и эндокринные нарушения, сепсис, внутриутробные инфекции, тяжёлый эритробластоз плода.
Диагностика, основанная на внешних признаках, обычно недостаточно надёжна.

## История
В 1904 году Шморль, Христиан Георг предложил термин "Ядерная желтуха".

## Внешние ссылки
- BiliTool — Hyperbilirubinemia Risk Assessment for Newborns
- CDC’s National Center on Birth Defects and Developmental Disabilities
- PICK — Parents of Infants and Children with Kernicterus